# Bíró Sándor (labdarúgó)
Bíró Sándor, született Bier, (Füzesabony, 1911. augusztus 9. –  Budapest, 1988. október 7.) magyar válogatott labdarúgó. Polgári foglalkozása műszerész. Az 1938-as világbajnokságon a magyar nemzeti csapat hátvédjeként szerepelt és 1 selejtezőn és 4 mérkőzésen lépett pályára .

## Pályafutása

### Klubcsapatban
1934 és 1948 között az MTK-ban 240 bajnoki mérkőzésen szerepelt.

### A válogatottban
1932 és 1946 között 54 alkalommal szerepelt a válogatottban. Tagja volt az 1938-as világbajnoki ezüstérmes csapatnak.
Első válogatott mérkőzését 21 évesen, 1932. október 30-án, Németország ellen vívta Budapesten a meccs végeredménye: 2-1.
Utolsó válogatott mérkőzése 1946. október 6.  Magyarország-Ausztria 2-0.
Válogatottbeli pályafutását 35 évesen fejezte be.

### Edzőként
1947 januárjában kinevezték a VIII. kerületi Petőfi edzőjének. 1961-ben a Mechanikai Labor BLSZ II-es csapatának volt a trénere.

## Sikerei, díjai
- Világbajnokság
  - ezüstérmes: 1938, Franciaország
- Magyar bajnokság
  - bajnok: 1935–36, 1936–37
  - 2.: 1937–38, 1938–39
  - 3.: 1939–40
- Magyar kupa
  - győztes: 1931
- az év labdarúgója: 1940

## Statisztika

### Mérkőzései a válogatottban
| Magyarország | Magyarország         | Magyarország                       | Magyarország  | Magyarország | Magyarország  | Magyarország    | Magyarország | Magyarország |
| #            | Dátum                | Helyszín                           | Hazai         | Eredmény     | Vendég        | Kiírás          | Gólok        | Esemény      |
| ------------ | -------------------- | ---------------------------------- | ------------- | ------------ | ------------- | --------------- | ------------ | ------------ |
| 1.           | 1932. október 30.    | Budapest, Hungária körúti pálya    | Magyarország  | 2 – 1        | Németország   | barátságos      | -            |              |
| 2.           | 1932. november 27.   | Milánó, San Siro Stadion           | Olaszország   | 4 – 2        | Magyarország  | barátságos      | -            |              |
| 3.           | 1933. január 29.     | Lisszabon                          | Portugália    | 1 – 0        | Magyarország  | barátságos      | -            |              |
| 4.           | 1933. március 5.     | Amszterdam                         | Hollandia     | 1 – 2        | Magyarország  | barátságos      | -            |              |
| 5.           | 1933. március 19.    | Budapest, Hungária körúti pálya    | Magyarország  | 2 – 0        | Csehszlovákia | barátságos      | -            |              |
| 6.           | 1933. április 30.    | Budapest, Üllői úti pálya          | Magyarország  | 1 – 1        | Ausztria      | barátságos      | -            |              |
| 7.           | 1933. július 2.      | Stockholm                          | Svédország    | 5 – 2        | Magyarország  | barátságos      | -            |              |
| 8.           | 1933. szeptember 17. | Budapest, Hungária körúti pálya    | Magyarország  | 3 – 0        | Svájc         | Európa-kupa     | -            |              |
| 9.           | 1933. október 1.     | Bécs, Hohe Warte                   | Ausztria      | 2 – 2        | Magyarország  | barátságos      | -            |              |
| 10.          | 1933. október 22.    | Budapest, Üllői úti pálya          | Magyarország  | 0 – 1        | Olaszország   | Európa-kupa     | -            |              |
| 11.          | 1934. január 14.     | Frankfurt                          | Németország   | 3 – 1        | Magyarország  | barátságos      | -            | 16' (öngól)  |
| 12.          | 1934. április 15.    | Bécs, Hohe Warte                   | Ausztria      | 5 – 2        | Magyarország  | barátságos      | -            |              |
| 13.          | 1934. április 29.    | Prága                              | Csehszlovákia | 2 – 2        | Magyarország  | Európa-kupa     | -            |              |
| 14.          | 1935. május 19.      | Párizs                             | Franciaország | 2 – 0        | Magyarország  | barátságos      | -            |              |
| 15.          | 1935. november 10.   | Budapest, Üllői úti pálya          | Magyarország  | 6 – 1        | Svájc         | barátságos      | -            |              |
| 16.          | 1936. március 15.    | Budapest, Hungária körúti pálya    | Magyarország  | 3 – 2        | Németország   | barátságos      | -            |              |
| 17.          | 1936. április 5.     | Bécs, Hohe Warte                   | Ausztria      | 3 – 5        | Magyarország  | barátságos      | -            |              |
| 18.          | 1936. május 3.       | Budapest, Hungária körúti pálya    | Magyarország  | 3 – 3        | Írország      | barátságos      | -            |              |
| 19.          | 1936. december 2.    | London                             | Anglia        | 6 – 2        | Magyarország  | barátságos      | -            |              |
| 20.          | 1937. április 11.    | Bázel                              | Svájc         | 1 – 5        | Magyarország  | Európa-kupa     | -            |              |
| 21.          | 1937. október 10.    | Bécs, Práter-stadion               | Ausztria      | 1 – 2        | Magyarország  | Európa-kupa     | -            | 68′          |
| 22.          | 1937. november 14.   | Budapest, Üllői úti pálya          | Magyarország  | 2 – 0        | Svájc         | Európa-kupa     | -            |              |
| 23.          | 1938. január 9.      | Lisszabon                          | Portugália    | 4 – 0        | Magyarország  | barátságos      | -            |              |
| 24.          | 1938. január 16.     | Luxembourg                         | Luxemburg     | 0 – 6        | Magyarország  | barátságos      | -            |              |
| 25.          | 1938. március 20.    | Nürnberg                           | Németország   | 1 – 1        | Magyarország  | barátságos      | -            |              |
| 26.          | 1938. március 25.    | Budapest, Hungária körúti pálya    | Magyarország  | 11 – 1       | Görögország   | vb-selejtező    | -            |              |
| 27.          | 1938. június 5.      | Reims (FRA)                        | Magyarország  | 6 – 0        | Holland India | vb-nyolcaddöntő | -            |              |
| 28.          | 1938. június 12.     | Lille, Stade Victor Boucquey (FRA) | Svájc         | 0 – 2        | Magyarország  | vb-negyeddöntő  | -            |              |
| 29.          | 1938. június 16.     | Párizs, Parc des Princes (FRA)     | Magyarország  | 5 – 1        | Svédország    | vb-elődöntő     | -            |              |
| 30.          | 1938. június 19.     | Párizs, Olimpia stadion (FRA)      | Magyarország  | 2 – 4        | Olaszország   | vb-döntő        | -            |              |
| 31.          | 1938. december 7.    | Glasgow, Ibrox Park                | Skócia        | 3 – 1        | Magyarország  | barátságos      | -            |              |
| 32.          | 1939. február 26.    | Rotterdam, Feijenoord Stadion      | Hollandia     | 3 – 2        | Magyarország  | barátságos      | -            |              |
| 33.          | 1939. március 16.    | Párizs, Parc des Princes           | Franciaország | 2 – 2        | Magyarország  | barátságos      | -            |              |
| 34.          | 1939. március 19.    | Cork                               | Írország      | 2 – 2        | Magyarország  | barátságos      | -            |              |
| 35.          | 1939. április 2.     | Zürich, Hardturm-stadion           | Svájc         | 3 – 1        | Magyarország  | barátságos      | -            |              |
| 36.          | 1939. május 18.      | Budapest, Hungária körúti pálya    | Magyarország  | 2 – 2        | Írország      | barátságos      | -            |              |
| 37.          | 1939. június 8.      | Budapest, Üllői úti pálya          | Magyarország  | 1 – 3        | Olaszország   | barátságos      | -            |              |
| 38.          | 1939. augusztus 27.  | Varsó                              | Lengyelország | 4 – 2        | Magyarország  | barátságos      | -            |              |
| 39.          | 1939. szeptember 24. | Budapest, Üllői úti pálya          | Magyarország  | 5 – 1        | Németország   | barátságos      | -            |              |
| 40.          | 1939. október 22.    | Bukarest, ANEF-stadion             | Románia       | 1 – 1        | Magyarország  | barátságos      | -            |              |
| 41.          | 1939. november 12.   | Belgrád, BSK Stadion               | Jugoszlávia   | 0 – 2        | Magyarország  | barátságos      | -            |              |
| 42.          | 1940. március 31.    | Budapest, Üllői úti pálya          | Magyarország  | 3 – 0        | Svájc         | Európa-kupa     | -            |              |
| 43.          | 1940. április 7.     | Berlin, Olimpiai Stadion           | Németország   | 2 – 2        | Magyarország  | barátságos      | -            |              |
| 44.          | 1940. december 1.    | Genova, Luigi Ferraris Stadion     | Olaszország   | 1 – 1        | Magyarország  | barátságos      | -            |              |
| 45.          | 1940. december 8.    | Zágráb, Građanski-stadion          | Horvátország  | 1 – 1        | Magyarország  | barátságos      | -            |              |
| 46.          | 1941. március 23.    | Belgrád, BSK-pálya                 | Jugoszlávia   | 1 – 1        | Magyarország  | barátságos      | -            |              |
| 47.          | 1942. május 3.       | Budapest, Üllői úti pálya          | Magyarország  | 3 – 5        | Németország   | barátságos      | -            |              |
| 48.          | 1943. szeptember 12. | Stockholm                          | Svédország    | 2 – 3        | Magyarország  | barátságos      | -            |              |
| 49.          | 1943. szeptember 15. | Helsinki                           | Finnország    | 0 – 3        | Magyarország  | barátságos      | -            |              |
| 50.          | 1945. augusztus 19.  | Budapest, Üllői úti pálya          | Magyarország  | 2 – 0        | Ausztria      | barátságos      | -            |              |
| 51.          | 1945. augusztus 20.  | Budapest, Üllői úti pálya          | Magyarország  | 5 – 2        | Ausztria      | barátságos      | -            |              |
| 52.          | 1945. szeptember 30. | Budapest, Üllői úti pálya          | Magyarország  | 7 – 2        | Románia       | barátságos      | -            |              |
| 53.          | 1946. április 14.    | Bécs, Práter stadion               | Ausztria      | 3 – 2        | Magyarország  | barátságos      | -            |              |
| 54.          | 1946. október 6.     | Budapest. Üllői úti stadion        | Magyarország  | 2 – 0        | Ausztria      | barátságos      | -            |              |
|              | Összesen             |                                    |               | 54           | mérkőzés      |                 | 0            | gól          |